# 이시카와 히로노리
이시카와 히로노리(일본어: 石川 大徳, 1988년 1월 6일 ~ )는 일본의 전 축구 선수이다.

## 구단 경력
과거 미토 홀리호크, 산프레체 히로시마, 베갈타 센다이, 오이타 트리니타, 더스파구사쓰 군마, SC 사가미하라에서 활동하였다.